# Kreuzerfregatte

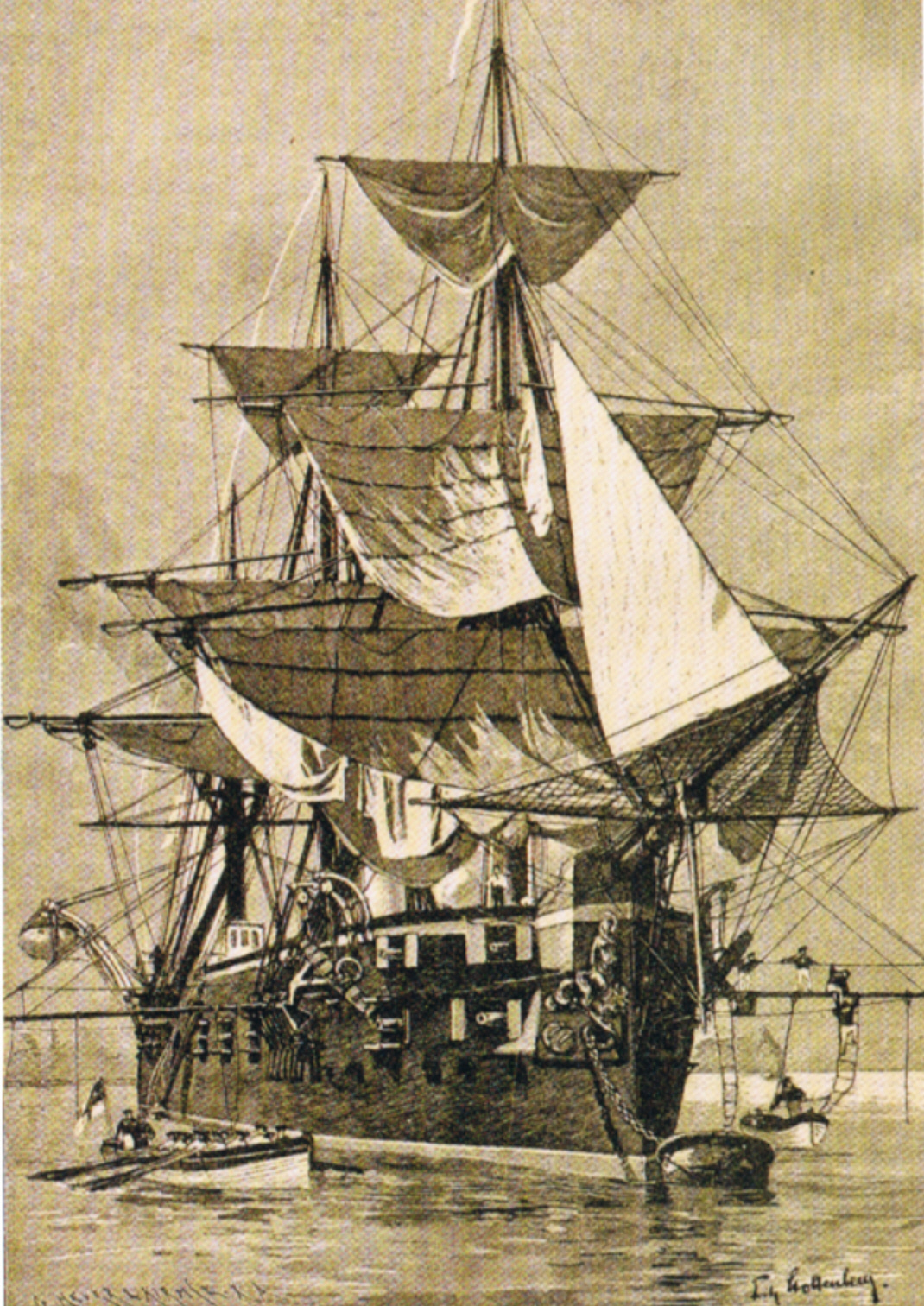
Kreuzerfregatte Leipzig

Der Begriff Kreuzerfregatte war ab 1884 bei der deutschen Kaiserlichen Marine die offizielle Typbezeichnung für gedeckte Korvetten mit zusätzlichem Dampfantrieb. Gedeckte Korvetten wurden so bezeichnet, weil sie ihre Geschützbewaffnung unter Deck führten. Insgesamt ähnelten sie stark Schraubenfregatten.
Die Schiffe hatten je nach Klasse eine Wasserverdrängung von 2500 bis 4600 Tonnen. Sie waren als Vollschiffe getakelt, die Dampfmaschine wirkte auf eine Schraube. Zum Zeitpunkt ihrer Umklassifizierung waren sie mit Ringkanonen bewaffnet. Die Schiffe waren in den achtziger Jahren des 19. Jahrhunderts völlig veraltet und konnten nur noch als Schulschiffe und im Auslandsdienst verwendet werden.
Technisch stellten die deutschen Kreuzerfregatten keinen neuen Schiffstyp dar. Das einzige Schiff, das als Kreuzerfregatte von Stapel lief, war 1885 die noch unter der Bezeichnung gedeckte Korvette geplante SMS Charlotte. Als die kaiserliche Marine 1893 die Bezeichnungen Kreuzerfregatte und Kreuzerkorvette zugunsten der Bezeichnung Kreuzer aufgab, befand sich kein Schiff mehr im aktiven Flottendienst.

## Kreuzerfregatten der Kaiserlichen Marine
- Arcona-Klasse (1858): Arcona, Gazelle, Vineta, Hertha, Elisabeth
- Leipzig-Klasse (1875): Leipzig, Prinz Adalbert
- Bismarck-Klasse (1877): Bismarck, Blücher, Moltke, Stosch, Gneisenau, Stein
- Charlotte (1885)